# Contopus hispaniolensis
Contopus hispaniolensis là một loài chim trong họ Tyrannidae.